# Wehta
Wehta también Wecta (inglés antiguo: Wægdæg, nórdico antiguo: Vegdagr) es un dios y rey mitológico de los sajones, ancestro de Hengest y Horsa y por lo tanto de la casa real del reino de Kent, así como de Aella de Deira y su hijo Edwin de Northumbria. Aparece mencionado en la  crónica anglosajona y la Historia Brittonum. Algunas fuentes lo citan como hijo de Odín, y hermano de Weothulgeot, Casere, Saxnote, Wsegdseg y Basldseg. Wehta aparece en el prólogo de la Edda prosaica como Vegdeg, hijo de Woden, un poderoso rey que gobernó Sajonia Oriental. Mientras que Wehta se cita como padre de Witta y abuelo de Wihtgils en la crónica anglosajona, la Edda invierte el orden genealógico, como padre de  Wihtgils y abuelo de Witta.
Existe la teoría que la isla de Wight recibió el nombre de Wecta por los sajones; durante el Imperio Romano ya era conocida como Vecta por Claudio Ptolomeo y Vectis por Eutropio; Beda también llamaba a la isla Vecta, por lo tanto también era la forma romana para denominar a dicha isla como se aprecia en el Itinerario de Antonino.